# وربیتسا (چوکا)
وربیتسا (به صربی: Vrbica) یک منطقهٔ مسکونی در صربستان است که در Čoka Municipality واقع شده‌است. وربیتسا ۴۰۴ نفر جمعیت دارد و ۶۹ متر بالاتر از سطح دریا واقع شده‌است.